# أبو زمارة
أبو زمارة  أو السمك الأنبوبي أو السمك الملتحم الفك أو زمارة البحر (الاسم العلمي: Syngnathus) هو جنس من الأسماك يتبع فصيلة زمارات البحر من رتبة زماريات البحر. الأسم العلمي مؤلف من كلمتين إغريقيتين هما Syn وتعني ملتحم (بالإنكليزية:united أو together with) وgnathus وتعني الفك (بالإنكليزية:jaw).